# Roberto Chapula de la Mora
Roberto Chapula de la Mora (Colima, Colima; 6 de noviembre de 1955 - Colima; 3 de mayo de 2022) fue un político mexicano, miembro del Partido Revolucionario Institucional y diputado al Congreso de Colima en el Grupo Parlamentario del PRI de la LV Legislatura del Congreso del Estado de Colima.

## Biografía
Abogado postulante por más de 25 años. Presidente de la Federación de Estudiantes Colimeneses. Fue electo diputado local en tres ocasiones, la primera vez durante la LIII Legislatura del Congreso del Estado de Colima. Fue designado presidente de la Comisión Estatal de Derechos Humanos. Fue asesinado el 2 de mayo de 2022 en la ciudad de Colima, Colima. Se caracterizó por cercanía con la gente.